# Shehong
Shehong (en chino, 射洪; pinyin, Shè·Hóng (escuchar)ⓘ) es un municipio  bajo la administración directa de la ciudad-prefectura de Suining. Se ubica en la provincia de Sichuan, centro-sur de la República Popular China. Su área es de 1496 km² y su población total para 2010 superó los 920 mil habitantes. 

## Administración
Desde julio de 2023, el Municipio Shehong se divide en 46 pueblos que se administran en 2 subdistritos, 21 poblados y 23 villas.

## Toponimia
El topónimo Shehong [/she-jong/] se compone de los sinogramas She que significa 'lanzar'  y Hong que significa 'torrente'.
Durante la Dinastía Wei (535–557), se estableció el Condado río She (射江县 Shejiang) debido a que el río Zitong (梓潼) baña dicha región. She  significa "lanzar" y se dice que el río recibió dicho apodo porque sus aguas fluían tan rápidas como una flecha lanzada hacia el río Fu. En la dinastía Zhou (557-581), el Condado Shejiang cambió su nombre a Shehong.
Según el historiador Li Ying en su obra Yizhou Ji (益州记): Los locales pronunciaban mal el nombre, confundiendo Jiang (江 río) con Hong (洪 torrente), por lo que se cambió de She«jiang» a She«hong». Otra explicación es que en el dialecto sichuanés, la desembocadura de un río se llama Hong (洪). Shehong surgió de la combinación de la fuerza del río Zitong, que fluía como una flecha, y la palabra local para desembocadura.